# Dubovac (Serbia)
Dubovac (cyr. Дубовац) – wieś w Serbii, w Wojwodinie, w okręgu południowobanackim, w gminie Kovin. W 2022 roku liczyła 1002 mieszkańców.